# Relació de compressió

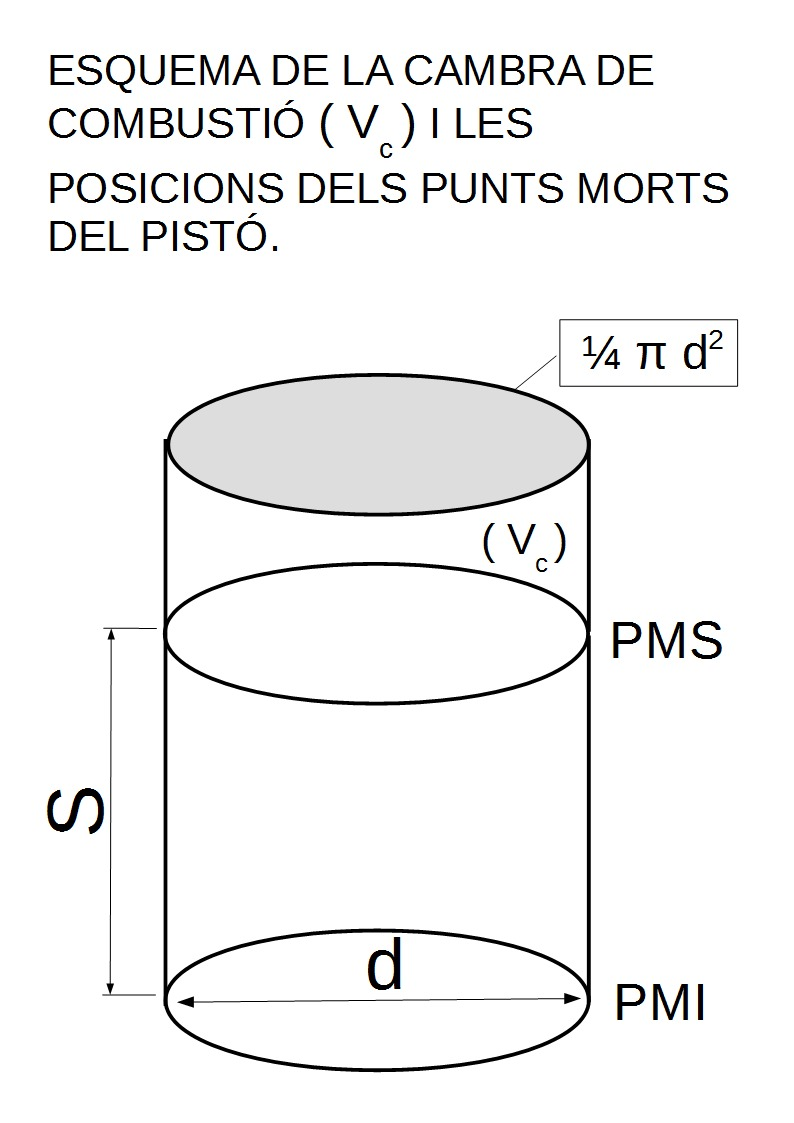
Diagrama que mostra els paràmetres amb els quals calculem la relació de compressió, RC.

La relació de compressió (RC) en un motor de combustió interna és el número que permet mesurar la proporció en què s'ha comprimit la mescla d'aire-combustible (Motor Otto) o l'aire (motor Dièsel) dins de la cambra de combustió d'un cilindre.

## Definició
Per calcular el seu valor teòric s'utilitza la fórmula següent:
{\displaystyle {RC}={\frac {{\frac {\pi }{4}}d^{2}s+V_{c}}{V_{c}}}}
on
- d = diàmetre del cilindre.
- S = carrera del pistó des del punt mort superior fins al punt mort inferior
- Vc = volum de la cambra de combustió.
- RC = és la relació de compressió i no posseeix dimensió.

## Efecte sobre el cicle del motor
Es demostra que la relació de compressió defineix el rendiment tèrmic del motor de combustió interna, és a dir el grau d'aprofitament de l'energia del combustible.
Tant en els motors de cicle Otto com en els dièsel el rendiment augmenta en augmentar la compressió, però en el cas del cicle Otto s'aconsegueix un rendiment aproximat de el 64% amb una compressió de 12: 1, i, en el cas dels Dièsel cal una RC de 21: 1 per al mateix rendiment.
L'avantatge en augmentar la RC (relació de compressió) en motors de gasolina es veu limitat per l'encesa espontània de la barreja o autodetonació.
En els motors de cicle dièsel l'augment de RC es veu limitat per la dificultat d'injecció de combustible a una cambra de combustió a molt altes pressions.
Donat que els motors Dièsel estan dissenyats per treballar a RC en rangs del doble dels motors Otto, el rendiment tèrmic és més gran en els primers.